# Roza Otoenbajeva
Roza Isakovna Otoenbajeva (Kirgizisch: Роза Исаковна Отунбаева; Russisch: Роза Исаковна Отунбаева) (Osj, 23 augustus 1950) was president van Kirgizië vanaf de revolutie van april 2010, die leidde tot afzetting van president Koermanbek Bakijev, tot 1 december 2011. Van 7 april tot 19 mei 2010 was ze premier van Kirgizië. Otoenbajeva was minister van Buitenlandse Zaken in de voorgaande regering (1992).
Askar Akajev · Koermanbek Bakijev · Roza Otoenbajeva · Almazbek Atambajev · Sooronbaj Zjeenbekov · Sadyr Zjaparov